# Chionaema determinata
Chionaema determinata är en fjärilsart som beskrevs av Walker 1862. Chionaema determinata ingår i släktet Chionaema och familjen björnspinnare. Inga underarter finns listade i Catalogue of Life.